# Deutsche Ringermeisterschaften 2008
Die 95. deutschen Meisterschaften im Ringen wurden 2008 in Ehningen bei Böblingen (Freistil), in Haslach im Kinzigtal im Ortenaukreis (Frauenringen) sowie in Bonn-Duisdorf (griechisch-römischer Stil) ausgetragen.

## Ergebnisse

### Griechisch-römischer Stil
Die deutschen Meisterschaften im griechisch-römischen Stil wurden vom 14. März bis zum 16. März 2008 im Bonner Ortsteil Duisdorf vom TKSV Duisdorf ausgetragen.

#### Kategorie bis 55 kg
| Platz | Name                | Verein                      | Verband     |
| ----- | ------------------- | --------------------------- | ----------- |
| 1     | Dustin Scherf       | KFC Leipzig                 | Sachsen     |
| 2     | Florian Crusius     | AV Jugendkraft Zella-Mehlis | Thüringen   |
| 3     | Manuel Krämer       | KSV Hofstetten              | Südbaden    |
| 3     | Dennis Nowka        | 1. Luckenwalder SC          | Sachsen     |
| 5     | Lukas Höglmeier     | TSV Gailbach                | Hessen      |
| 5     | Alexander Jakuschew | ASV Bauknecht Schorndorf    | Württemberg |

#### Kategorie bis 60 kg
| Platz | Name           | Verein             | Verband             |
| ----- | -------------- | ------------------ | ------------------- |
| 1     | Heinz Marnette | KSV Ketsch         | Nordbaden           |
| 2     | Gamsat Ucumiev | RSV Schonungen     | Bayern              |
| 3     | Jurij Kohl     | KSV Köllerbach     | Saarland            |
| 3     | Erik Weiß      | RSV Frankfurt/Oder | Brandenburg         |
| 5     | Eduard Kruse   | SV Königsbronn     | Württemberg         |
| 5     | Denis Robenz   | KSV Jahn Marten    | Nordrhein-Westfalen |

#### Kategorie bis 66 kg
| Platz | Name             | Verein                  | Verband     |
| ----- | ---------------- | ----------------------- | ----------- |
| 1     | Marcus Thätner   | RSV Frankfurt/Oder      | Brandenburg |
| 2     | Christian Fetzer | ASV Hüttigweiler        | Saarland    |
| 3     | Ismail Baygus    | KSV Klarenthal          | Saarland    |
| 3     | Bengt Trageser   | RWG Mömbris-Königshofen | Hessen      |
| 5     | Timo Badusch     | KSV Köllebach           | Saarland    |
| 5     | Frank Stäbler    | TSV Musberg             | Württemberg |

#### Kategorie bis 74 kg
| Platz | Name                 | Verein                  | Verband             |
| ----- | -------------------- | ----------------------- | ------------------- |
| 1     | Konstantin Schneider | KSV Köllerbach          | Saarland            |
| 2     | Adam Juretzko        | KSV Witten 07           | Nordrhein-Westfalen |
| 3     | Bogdan Eismont       | KSV Plieningen          | Württemberg         |
| 3     | Christopher Fersch   | RWG Mömbris-Königshofen | Hessen              |
| 5     | Thomas Franke        | Eisenhüttenstädter RC   | Brandenburg         |
| 5     | Fabian Jänicke       | RSV Frankfurt/Oder      | Brandenburg         |

#### Kategorie bis 84 kg
| Platz | Name                | Verein              | Verband             |
| ----- | ------------------- | ------------------- | ------------------- |
| 1     | Jan Fischer         | KSV Köllerbach      | Saarland            |
| 2     | Eugen Ponomartschuk | Wacker Burghausen   | Bayern              |
| 3     | Rene Zimmermann     | RSV Frankfurt/Oder  | Brandenburg         |
| 3     | Björn Holk          | KSK Konkordia Neuss | Nordrhein-Westfalen |
| 5     | Manuel Fix          | TuS Adelhausen      | Südbaden            |
| 5     | Max Schwindt        | KSK Konkordia Neuss | Nordrhein-Westfalen |

#### Kategorie bis 96 kg
| Platz | Name                | Verein            | Verband             |
| ----- | ------------------- | ----------------- | ------------------- |
| 1     | Kai Dittrich        | KSV Ketsch        | Nordbaden           |
| 2     | Christian Fischer   | KSV Seeheim       | Hessen              |
| 3     | Mehmet Kasim Aras   | TV Aachen-Walheim | Nordrhein-Westfalen |
| 3     | Mirko Englich       | KSV Witten 07     | Nordrhein-Westfalen |
| 5     | Christofer Bolldorf | KSV Gersweiler    | Saarland            |
| 5     | Tim Nettekoven      | TKSV Duisdorf     | Nordrhein-Westfalen |

#### Kategorie bis 120 kg
| Platz | Name             | Verein             | Verband             |
| ----- | ---------------- | ------------------ | ------------------- |
| 1     | Nico Schmidt     | RSV Frankfurt/Oder | Brandenburg         |
| 2     | Ronald Kraft     | RSV Frankfurt/Oder | Brandenburg         |
| 3     | Ralf Böhringer   | VfK Schifferstadt  | Pfalz               |
| 3     | Daniel Anderson  | TKSV Duisdorf      | Nordrhein-Westfalen |
| 5     | Frank Höfler     | KSV Taisersdorf    | Südbaden            |
| 5     | Sebastian Rüppel | TSV Gailbach       | Hessen              |

### Freistil
Die deutschen Meisterschaften im freien Stil wurden vom 7. März bis zum 9. März 2008 in Ehningen vom TSV Ehningen ausgetragen. Insgesamt rangen 107 Freistilringer in den sieben Gewichtsklassen.

#### Kategorie bis 55 kg
| Platz | Name             | Verein                    | Verband             |
| ----- | ---------------- | ------------------------- | ------------------- |
| 1     | Tim Schleicher   | SV St. Johannis 07        | Bayern              |
| 2     | Rando Sauter     | ASV Nendingen             | Württemberg         |
| 3     | Mimoun Touba     | KSK Konkordia Neuss       | Nordrhein-Westfalen |
| 3     | Christoph Ewald  | TuS Adelhausen            | Südbaden            |
| 5     | Ralf Pfisterer   | AC Röhlingen              | Württemberg         |
| 5     | Thomas Sedlmeier | SV Siegfried Hallbergmoos | Bayern              |

#### Kategorie bis 60 kg
| Platz | Name             | Verein              | Verband                |
| ----- | ---------------- | ------------------- | ---------------------- |
| 1     | Samet Dülger     | KSK Konkordia Neuss | Nordrhein-Westfalen    |
| 2     | Mario Koch       | TuS Jena            | Thüringen              |
| 3     | Michél Schneider | KSV Seeheim         | Hessen                 |
| 3     | Yashar Jamali    | TV Aachen-Walheim   | Nordrhein-Westfalen    |
| 5     | Dennis Langer    | PSV Schwerin        | Mecklenburg-Vorpommern |
| 5     | Stefan Spengler  | 1. Luckenwalder SC  | Brandenburg            |

#### Kategorie bis 66 kg
| Platz | Name          | Verein                  | Verband                |
| ----- | ------------- | ----------------------- | ---------------------- |
| 1     | Felix Menzel  | 1. Luckenwalder SC      | Brandenburg            |
| 2     | Saba Bolaghi  | RWG Mömbris-Königshofen | Hessen                 |
| 3     | Steffen Lübke | PSV Rostock             | Mecklenburg-Vorpommern |
| 3     | Martin Daum   | KSV Seeheim             | Hessen                 |
| 5     | Mario Besold  | SV St. Johannis 07      | Bayern                 |
| 5     | Rüdiger Kabus | TuS Jena                | Thüringen              |

#### Kategorie bis 74 kg
| Platz | Name               | Verein                     | Verband             |
| ----- | ------------------ | -------------------------- | ------------------- |
| 1     | Andriy Shyyka      | KSV Köllerbach             | Saarland            |
| 2     | Martin Obst        | SV Luftfahrt Ringen Berlin | Berlin              |
| 3     | Peter Weisenberger | RWG Mömbris-Königshofen    | Hessen              |
| 3     | Rouzbeh Khoshbin   | KSV Efferen                | Nordrhein-Westfalen |
| 5     | Georg Harth        | KSV Gersweiler             | Saarland            |
| 5     | Michael Heeg       | KSC Niedernberg            | Hessen              |

#### Kategorie bis 84 kg
| Platz | Name                | Verein            | Verband     |
| ----- | ------------------- | ----------------- | ----------- |
| 1     | David Bichinashvili | VfK Schifferstadt | Pfalz       |
| 2     | Michael Kaufmehl    | TuS Adelhausen    | Südbaden    |
| 3     | Tobias Jung         | SC Kleinostheim   | Hessen      |
| 3     | Mark Buschle        | ASV Nendingen     | Württemberg |
| 5     | Konstantin Völk     | SC Großostheim    | Hessen      |
| 5     | Bernhard Koch       | SC Anger          | Bayern      |

#### Kategorie bis 96 kg
| Platz | Name            | Verein         | Verband   |
| ----- | --------------- | -------------- | --------- |
| 1     | Stefan Kehrer   | KSV Ketsch     | Nordbaden |
| 2     | William Harth   | KSV Gersweiler | Saarland  |
| 3     | Sven Kiefer     | RG Hausen-Zell | Südbaden  |
| 3     | Johannes Kessel | KSV Berghausen | Nordbaden |
| 5     | David Harth     | KSV Gersweiler | Saarland  |
| 5     | Andreas Fix     | TuS Adelhausen | Südbaden  |

#### Kategorie bis 120 kg
| Platz | Name                 | Verein                     | Verband        |
| ----- | -------------------- | -------------------------- | -------------- |
| 1     | Sven Thiele          | SV Halle                   | Sachsen-Anhalt |
| 2     | Radoslaw Dublinowski | SV Luftfahrt Ringen Berlin | Berlin         |
| 3     | Martin Siddiqui      | KSV Schriesheim            | Nordbaden      |
| 3     | Marcus Hamann        | TuS Jena                   | Thüringen      |
| 5     | Markus Streicher     | KFC Leipzig                | Sachsen        |
| 5     | Jan Stark            | TSV Musberg                | Württemberg    |

### Frauen
Die deutschen Meisterschaften der Frauen wurden vom 29. Februar bis zum 2. März 2008 in Haslach im Kinzigtal vom KSV Haslach ausgetragen. Insgesamt nahmen 57 Frauen an den Wettbewerben teil.

#### Kategorie bis 44 kg
| Platz | Name            | Verein              | Verband     |
| ----- | --------------- | ------------------- | ----------- |
| 1     | Bettina Krupke  | TuS Jena            | Thüringen   |
| 2     | Nicol Hofmann   | RSV Frankfurt/Oder  | Brandenburg |
| 3     | Tina Reimer     | RV Lugau/Erzgebirge | Sachsen     |
| 4     | Melanie Bertram | AV Schaafheim       | Hessen      |

#### Kategorie bis 48 kg
| Platz | Name                 | Verein        | Verband     |
| ----- | -------------------- | ------------- | ----------- |
| 1     | Jaqueline Schellin   | TV Mühlacker  | Nordbaden   |
| 2     | Christin Kupfernagel | SV Heldrungen | Thüringen   |
| 3     | Deborah Wahl         | KG Baienfurt  | Württemberg |
| 4     | Susann Krebs         | RTV Zöblitz   | Sachsen     |
| 5     | Sophie Werner        | RC Chemnitz   | Sachsen     |

#### Kategorie bis 51 kg
| Platz | Name                 | Verein             | Verband             |
| ----- | -------------------- | ------------------ | ------------------- |
| 1     | Alexandra Engelhardt | KSG Ludwigshafen   | Pfalz               |
| 2     | Hanna Schuster       | TSV Burgebrach     | Bayern              |
| 3     | Wicky Weichert       | 1. Luckenwalder SC | Brandenburg         |
| 4     | Jennifer Brück       | AC Ückerath        | Nordrhein-Westfalen |

#### Kategorie bis 55 kg
| Platz | Name               | Verein                  | Verband             |
| ----- | ------------------ | ----------------------- | ------------------- |
| 1     | Jessica Bechtel    | KSG Ludwigshafen        | Pfalz               |
| 2     | Katharina Peter    | RWG Mömbris-Königshofen | Hessen              |
| 3     | Christiane Knittel | ASV 1885 Freiburg       | Südbaden            |
| 3     | Ramona Ballas      | AC Ückerath             | Nordrhein-Westfalen |
| 5     | Ramona Scherer     | KSV Waldaschaff         | Hessen              |
| 5     | Lisa Probst        | AC Penzberg             | Bayern              |

#### Kategorie bis 59 kg
| Platz | Name            | Verein            | Verband             |
| ----- | --------------- | ----------------- | ------------------- |
| 1     | Yvonne Englich  | AC Ückerath       | Nordrhein-Westfalen |
| 2     | Natascha Ballas | AC Ückerath       | Nordrhein-Westfalen |
| 3     | Verena Weiß     | SC Anger          | Bayern              |
| 3     | Franziska Renz  | KSV Holzgerlingen | Württemberg         |
| 5     | Romina Penkalla | KFC Leipzig       | Sachsen             |
| 5     | Cornelia Haas   | KSV Bensheim      | Hessen              |

#### Kategorie bis 63 kg
| Platz | Name              | Verein                 | Verband                |
| ----- | ----------------- | ---------------------- | ---------------------- |
| 1     | Stéphanie Groß    | AC Ückerath            | Nordrhein-Westfalen    |
| 2     | Anne Baldauf      | Greifswalder RV        | Mecklenburg-Vorpommern |
| 3     | Mandy Priedigkeit | AC Ückerath            | Nordrhein-Westfalen    |
| 3     | Jasmin Deiss      | TuS Adelhausen         | Südbaden               |
| 5     | Svenja Mertins    | TSV Musberg            | Württemberg            |
| 5     | Eva Ritter        | SV Germania Weingarten | Nordbaden              |

#### Kategorie bis 67 kg
| Platz | Name                | Verein                     | Verband             |
| ----- | ------------------- | -------------------------- | ------------------- |
| 1     | Maria Müller        | SV Altenburg               | Thüringen           |
| 2     | Jennifer Bünten     | TKSV Hückelhoven           | Nordrhein-Westfalen |
| 3     | Raphaela Kopetschek | KSV Winzeln                | Württemberg         |
| 4     | Rebecca Schwarz     | AC Heusweiler              | Saarland            |
| 5     | Lisa Hug            | AC Ückerath                | Nordrhein-Westfalen |
| 5     | Linda Seifert       | AV Germania Markneukirchen | Sachsen             |

#### Kategorie bis 72 kg
| Platz | Name              | Verein                  | Verband        |
| ----- | ----------------- | ----------------------- | -------------- |
| 1     | Anita Schätzle    | WKG Metternich-Rübenach | Rheinland      |
| 2     | Susan Köller      | SV Halle                | Sachsen-Anhalt |
| 3     | Kathrin Hartlaub  | KSV Waldaschaff         | Hessen         |
| 3     | Jenny Göckler     | SV Germania Weingarten  | Nordbaden      |
| 5     | Rabea Selzer      | KV Riegelsberg          | Saarland       |
| 5     | Katharina Knittel | ASV 1885 Freiburg       | Südbaden       |

## Deutsche Mannschaftsmeister 2008
In der Ringer-Bundesliga 2007/08 gelang dem KSV Köllerbach die Titelverteidigung. Gegen den Vorjahresgegner 1. Luckenwalder SC kämpfte man Mitte Februar 2008 25:15 und 17:20. Zur Meistermannschaft Köllerbach gehörten folgende Ringer: Vladimir Togusov, Ismail Redzhep (BUL), Dimitar-Hristof Tsvetkov (BUL), Andrej Shyyka, Konstantin Schneider, Arcadii Tzopa (BUL), Dimitar Kumtschew (BUL), Kyrijl Handjinski, Timo Badusch, Daniel Skuski (POL), Albert Nourov, Jurij Kohl, Gleb Banas, Jan Fischer, Wladislaw Metodiew (BUL), Marek Sitnik (POL).